# 綿谷寛
綿谷 寛（わたたに ひろし、1957年 - ）は、日本のファッションイラストレーター。愛称は、綿谷“画伯”寛。
自身の画風を、基本2分類している（「マジタッチ」＝1950年代のアメリカンイラストレーション黄金期スタイルを継承した写実画、「バカタッチ」＝風刺画や取材ルポなどで用いるマンガタッチ）。

## 来歴
東京都出身。父は左官。小学3年のとき（当時の実家は板橋）、母が買ってくれた入門書によって漫画家に憧れ、雑誌の懸賞に作品を応募もする。
中学生時代、兄が愛読していた雑誌『MEN'S CLUB』でファッションとイラストに目覚め、ファッションイラストレーターを志す。都立の商業高校ではテニス部に在籍。セツ・モードセミナーに入り、校長の長沢節やイラストレーターの穂積和夫らから指導を受ける。
1979年、雑誌『POPEYE』にてイラストレーターとして活動。
いであつし（コラムニスト）とは雑誌『Begin』連載の「ナウアール」「ナウのれん」などで、タッグを組んできた。2015年9月には伊勢丹新宿店に、いでわたコンビの期間限定セレクトショップが置かれた。

## 書籍イラスト
- プロ野球ユニフォーム物語（ベースボール・マガジン社、綱島理友著）
- 日本プロ野球ユニフォーム大図鑑 上・中・下（ベースボール・マガジン社）
- 渋カジが、わたしを作った。団塊ジュニア＆渋谷発 ストリート・ファッションの歴史と変遷（講談社、増田海治郎著）
- 絵本 フィリックス シリーズ（枻出版社）
  - ほしのこどもとフィリックス
  - こちょこちょフィリックス
  - はーっくしょん！フィリックス
  - ふしぎなえきのフィリックス
  - なにかな？なにかな？フィリックス
  - きのみをひろったフィリックス

## 著書
- STYLE: 男のファッションはボクが描いてきた（小学館）